# 琳·希尔

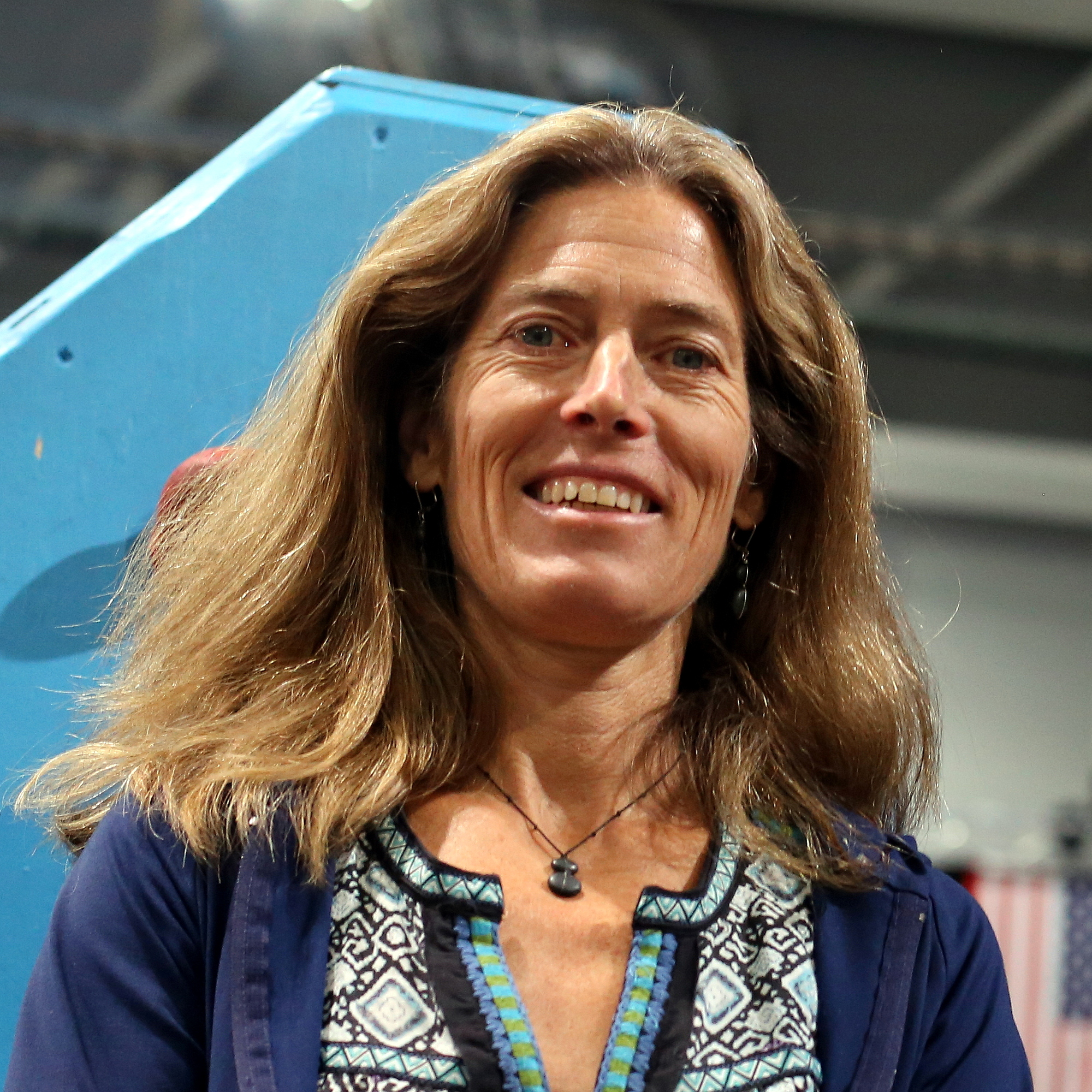
琳·希尔

卡罗琳·玛丽·“琳”·希尔（Carolynn Marie "Lynn" Hill，1961年1月3日—）是一名美国攀岩运动员。她被公认为1980年代后期和1990年代初期世界领先的傳統攀登（尤其是大牆攀登）、攀登竞赛、運動攀登、抱石运动员。她最著名的成就是首次自由攀登的非常困难的约塞米蒂谷内酋长岩的鼻子，并在次年用了不到24小时的时间再次自由攀登该径。她被看作是世界上最好的女性攀岩运动员之一和有史以来最好的攀岩运动员之一。希尔是最早加入攀岩运动的女性之一，她对女性攀岩有非常大的影响力，成为一名女性攀岩运动员的发言人，使得整个攀岩运动赢得知名度。她是一名性别同等的支持者。希尔在电视节目里登台、拍摄纪录片和写了一本自传《自由攀登：我在垂直世界里的生活》，这些都促进了攀岩运动的知名度。
希尔早年以体操运动起家，她几乎创造健力世界纪录，并参加比赛。她从小开始攀岩，并显示对这个运动的天资，成为南加利福尼亞州和约塞米蒂谷第4营攀岩社群的成员。1980年代初她周游美国，攀登越来越艰难的路径，多次设立首登或者女子首登的记录。从1986年到1992年希尔是世界上最强的攀岩运动员，她获得30多次国际性冠军，其中包括五次在阿尔科举办的岩石大师赛。这个时期也是女性攀岩强手开始赶上女子强手的时期。1992年希尔离开竞赛攀岩生涯，回到她的初爱：传统攀岩。她把自由攀登酋长巨石的鼻径选为未来的挑战，这个成就成为她最大的攀岩成就。此后希尔继续攀岩，而且从来没有停止过攀登困难的路径。2013年她是一名受巴塔哥尼亞设备和衣物公司资助的运动员并开办了一个提供攀岩训练的小企业。

## 早年

### 童年
希尔出生在密歇根州底特律，在加利佛尼亚州富勒顿长大。她是全家七个孩子的第五个。她的母亲是一名牙齿卫生员，父亲是一名航天工程师。她从小非常活跃，树、街灯，她什么都爬。八岁时她练习体操，但是她不喜欢女孩子们”必须微笑，在操场上必须做细小的动作练习。因此虽然她是成绩可嘉的基督教青年会体操队成员，参加南加利佛尼亚州比赛，并在洛杉磯安那罕天使的半场休息上场表演她12岁时退出。在她的自传里她说自己“不喜欢规则”。她认为这在她当时的年纪是平常的，但也受到了她成长时的时期的影响：“我对女权和人种平等等问题的认识开始增长”。她甚至于质问自己家里的任务分配，指出男孩儿和女孩儿的区别——男孩儿只有每周任务，女孩儿则有每天任务。高校期间希尔又开始从事体操，甚至成为加州的顶先体操运动员，她在体操获得的技巧后来帮助她的攀岩。尤其把复杂的动作分析为一系列小的、不同的动作以及在紧张情况下突出是希尔的非凡才能。

### 开始攀岩
1975年她的姐姐和姐姐的男朋友第一次带她去攀岩，她立刻就被吸引住了，在第一天就先锋攀登。对于希尔来说，这个运动成为她逃避父母离婚的感情动荡，“接近20岁时对于她来说攀岩地区的‘朋友们组成的不完美家庭’比她自己在橙縣的不完美家庭要亲密”。16岁时希尔第一次去攀岩运动的中心约塞米蒂谷。她结识当地第四营的攀岩者。在那里她结识了她的第一个男朋友。他们的关系给她很大的力量，他们一起攀登了她的第一个5.11级的岩径和第一次大墙攀登。
希尔十多岁时主要在南加利佛尼亚州的約書亞樹國家公園攀岩。她在一家卡樂星快餐店打工挣去那里一天的车票的钱。她姐姐的男朋友是第一个教她攀岩的人，并给她相关的书，这些书她狼吞虎咽般地读完。她尤其受伊冯·乔伊纳德的“在岩石上不留下任何痕迹”的道德的影响。此外贝芙莉·约翰逊的攀登，尤其约翰逊在酋长巨石上的十天单独攀岩，引发了她的想往。希尔在她的自传里解释说：“我五体投地，不光她的知识和她在攀登过程里负下的苦功。她的勇气和自信，做领先的事迹——攀登世界上最大的大墙，而且选择最困难的道路之一：独身，这使得她突出。她的成功给我这样的女攀岩者巨大的自信，而且觉得我们这些在这个以男性为主的体育里的少数人没有不可能达到的成就。”

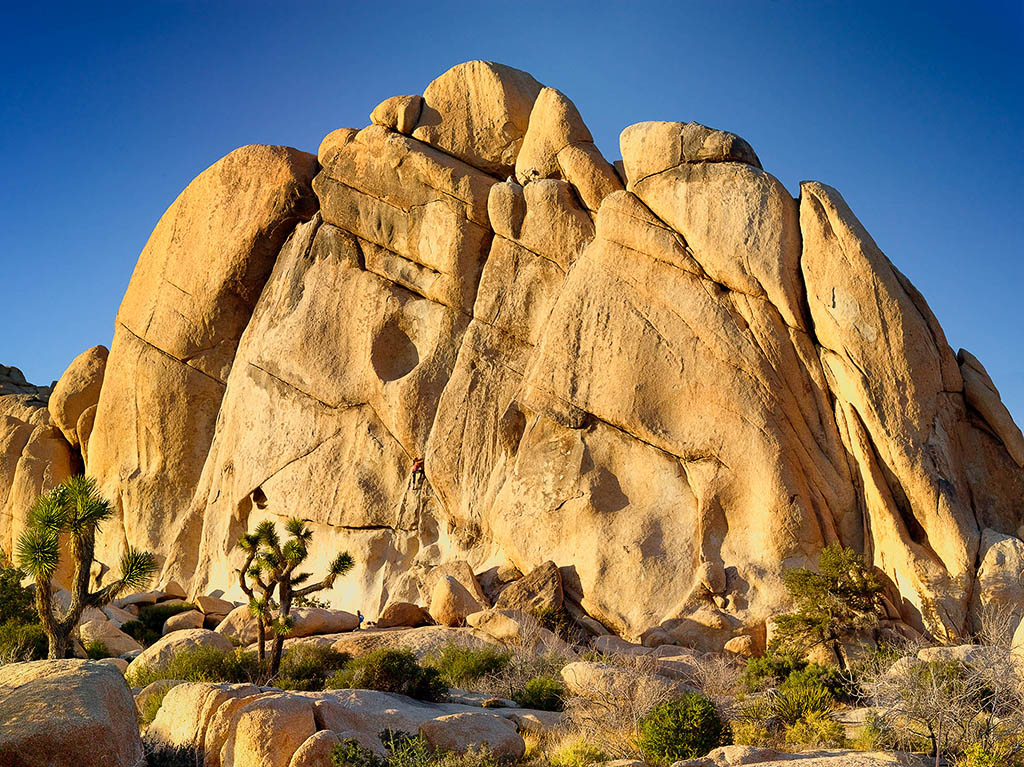
希尔最早在約書亞樹國家公園攀岩

1970年代后期希尔在伏勒敦学院上学，但是她对任何学科都不敢兴趣，而是集中精力攀岩。1976年到78年的夏天以及1980年代初希尔经常在约塞米蒂谷第四营里宿营，成为以那里为中心的攀岩社群的一名，并加入寻找和营救队。希尔在她的自传里描写这个社群为“一支粗糙的占领军，逃避营地费，逾期居留，其行为像乌鸦喜鹊一样，让公园的管理人员讨厌”。希尔描述1970和80年代攀岩时说“攀岩是被社会抛弃的人，是社会的异己分子做的事情”。和过去一样希尔打工来支付攀岩的钱。她写道，有一个夏天她只用75美元幸存了第四营。在她的自传里她描写攀岩者如何在营地上勉强为生，回收罐头买攀岩绳，靠调味品和旅游者留下的食物为生。但是希尔也回忆说“这些及其穷苦的日子……也是我一生里最无忧无愁的日子，虽然我的朋友门往往是恶棍，我觉得他们的友情很真。”
此前贝芙莉·约翰逊就已将开始跨越第四营的性别差异了，但是第四营依然是一个男性占主的社群。它尤其是一个同性友爱的社群：它的主要历史学家称它为“前卫”而不是“压迫”，认为那里对女性的压力在于要求女性达到和男性一样的标准，以及“女性必须承认那里的男性希望第四营保持是一个男性的世界”。当时还没有一致的女子攀岩社群，当时的女性攀岩者喜欢采纳她们攀岩同伴的男性姿态。希尔在她的自传里写到“那个时候的攀岩受一个男子兄弟会只会，很少有人鼓励，或者甚至于，希望女子参加。虽然如此女性攀岩者也在那里”。比如在18到22岁之间希尔每个周末都和玛丽·金爵利攀岩，她们一起攀登了鼻径，而后用了六天的时间完成了第一次酋长巨石上盾径的全女子首登。
在这段时间里希尔跟着一个自称为“岩石大师”的团组学习她攀岩技术的精华。她接受了传统攀岩的风格，这个风格强调使用可移除的保护装置，而不是使用固定在岩石上的栓（因此破坏岩石的原样），此外这个攀岩风格表彰在攀登一个新路径的时候从底到顶不间断地攀登，中间不休息。她也成为一个坚定的自由攀岩者，这个攀岩风格强调在整个路径上不依靠辅助设施来渡过艰难的部分，也不吊在绳索上。从一开始她就是一个无畏的攀岩者，但是经过“一些掉落很长的侥幸未死的体验”后她学会了注意不要掉落。
1970年代末希尔和约翰·郎一起攀岩，两人成为伴侣。他们的关系从1978年夏开始，当时希尔听朗朗诵一篇朗写的诗，其内容是关于一名女攀岩者，和她希望找到怎样的朋友。希尔和朗一起攀岩，一起锻炼，举重和跑步。朗建议希尔打破去仰臥推舉的世界记录（48千克），虽然希尔在训练的时候轻易地举起48千克，但是在比赛的时候她紧张冻结。1981年冬季希尔和朗在拉斯维加斯度过，白天攀岩，晚上打最下级的工，比如在披萨店当服务员。
次年他们从拉斯维加斯搬到圣莫尼卡，希尔在莫尼卡学院读生物学。虽然她没有比赛经验学校的田径教练招募她。在州竞赛上她获得1500米賽跑第三名和3000米賽跑第四名，以此帮助学院获得加州冠军。同时她在一家室外运动商店里打工做训练教练，偶尔也上冒险电视秀。
1983年希尔受《极端体育》采访。杂志给她提供免费去纽约参加采访的机票，做为旅行的一部分她被带到纽约附近著名的攀岩地区雄格姆山。她觉得自己很喜欢这里的攀岩环境，并向往新的挑战，因此她决定待在那里，迁往新帕尔兹。与此同时朗在准备一次去往婆罗洲的旅行并打算成为作家。他们决定就此分道扬镳，但是保持友好关系。希尔在纽约州立大学新帕尔兹分校学生物学，1985年毕业。

## 攀岩生涯

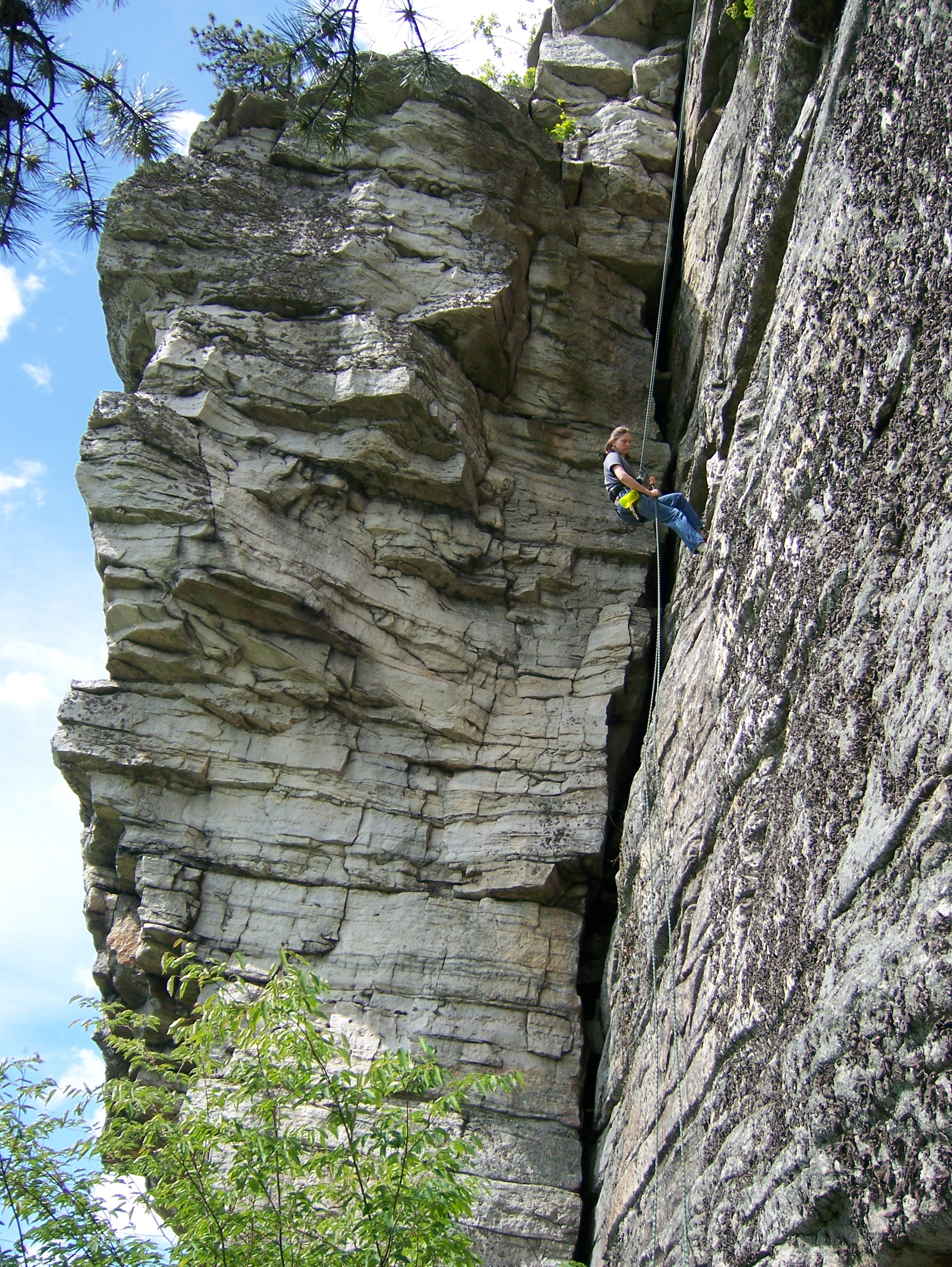
希尔在雄格姆山成为一个举世著名的攀岩者（图上的人物不是希尔）

从1980年代中开始希尔参加攀岩比赛，但是她的第一个重要成就是在1979年达到的。她成为第一名自由攀登位于科罗拉多州阿斐的阿斐断层的人，这条路径的难度被定为5.12d，它是当时女子攀岩达到的最难的路径。它是当时科罗拉多州最难的裂缝攀岩路径，在约塞米蒂谷也只有一两条路径比它难。朗被她的成就深深打动。他说“那是我肯定这名女子有非凡才能的时候”。当地的导游书把朗说成是第一名自由攀登这条路径的人；希尔估计原因是因为当时她还默默无闻，只是朗的伴侣和受他保护。希尔在她的自传里解释说这次攀登使她认识到一个人的个子和力气并不重要，重要的是她在岩壁上的创造力：“对我来说最大的教训是……认识到虽然我的小个子看上去是弱点，我可以创造我自己的方法来度过岩石上一个困难的地方。约翰的个子和力气使得他能够够到远的地方，能够跳跃到我完全达不到的地方。但是我往往可以找到道路中间小的握点，约翰根本想象不到我可以使用这些握点……不论一个人高还是矮，是男子还是女子，岩石是一个客观物体，所有人都可以去研究它。”
希尔在她的大学期间住在雄格姆山附近，因此她在当地自由攀登了许多新的路径。1984年她在雄格姆山看攀首登了“黄裂缝”（难度5.12c）和“破坏者”（难度5.13a）。“破坏者”是当时美国东海岸最难的路径，希尔的首登是在这个地区第一次有人攀登这个难度。她在“黄裂缝”上的攀登是一次非常危险的攀登。她当时的攀岩伴侣拉斯·拉法说这是“我至今见到过的最勇敢的先锋攀登……我尝试先锋。我知道攀登的人必须一丝不苟地做那些动作，否则的话幸存的机会很小。这样的时刻是非常特殊的时刻——这是你看到有人完全尽其全力的时刻”。在攀登“破坏者”的时候希尔重新考虑她的攀登技术：不是每次坠落后从头开始或者靠在绳索上她在攀登吊带里吊在绳索上来研究怎样攀登这条路径。在她的自传里她说：“这个时候我完全抛弃了多年的攀岩哲学……挂在绳索上研究困难的动作给予我更多的信息来帮助我研究，和最后胜利攀登这条路径。老风格的攀登突然好像分非常死板、有限和做作。”同年她完成了一系列显著的成就：仅坠落一次看攀先锋攀登了“游客对待”，“可能是当时美国背部最难的首登”。她明显是“雄格姆山里最好的攀岩者，”当时攀岩老手凯文·贝恩说，“没有任何一名男性攀登者比她好。”

### 比赛生涯
由于她在雄格姆山出色的攀登1986年她受邀去欧洲攀岩。法国登山联合会邀请一群出色的美国攀岩者去弗尔东河谷、枫丹白露和比乌。希尔立刻就觉得法国文化和攀岩风格很亲切。她尤其喜欢攀登法国常见的石灰岩，因为石灰岩有许多棱角和坑凹，使得攀岩者能够低风险“高技巧攀登”。而且这样的攀岩风格特别适合希尔这样个子小的人。同年她在法国第一次運動攀登。受到欧洲攀岩文化的吸引和鼓舞她后来回到欧洲参加1986年在巴尔多内基亚举办的攀岩比赛，这是第一种国际性攀岩比赛的第二届赛事。后来这个比赛演化为年度的岩石大师赛。当时的比赛分两个阶段，一个在阿尔科，一个在巴尔多内基亚。希尔在极其艰难的路径上与其它女子竞争，在速度和风格上均不断上升。1986年在一场“裁判上有争议”的决赛中她输给凯瑟琳·苔斯蒂韦尔，但是在次年获胜。苔斯蒂韦尔在她的自传里说她那年赢了因为她从一开始就打算快攀，因为在对手平手的情况下速度取决胜负，她估计希尔在比赛开始的时候不知道这个规则。在采访里希尔说她的第一次比赛很“混乱”，因为她不懂比赛的语言、“格式”和“裁判”，也不认识比赛的组织者。“里面纠缠有许多政治，许多民族主义和组织混乱。在比赛过程里好像规则被改变。我记得我问为什么男子和女子的奖金不相同。我获得的回答是‘假如女子不光膀子参加比赛的话我们就出同样的钱’。”但是她继续参加比赛因为她觉得和“其她强壮的女子”攀岩很激发。在采访中希尔说“假如没有像凯瑟琳·苔斯蒂韦尔和路易莎·尤瓦那……和其她人的话，（我参加比赛的事情）将会是虎头蛇尾。”1980年代后期苔斯蒂韦尔成为希尔的主要竞争对手，1990年代初伊莎贝拉·帕蒂西耶浮现。
1988年希尔成为一名专业攀岩运动员，此后的采访、摄影和媒体显影使得她成为攀岩运动的发言人。希尔解释说攀岩比赛“与在野外的岩石上攀登完全是一种不同的运动……（在比赛里）你站在观众前面……你在那里表演。”从她的運動攀登生涯开始希尔就知道这个体育在演化和成长。比如她在一次采访里指出一些比赛组织者为了比赛砍树和改变岩石：她可以预言有朝一日由于环境保护的原因所有比赛都只会在人工攀岩墙上进行。
在整个1980年代初希尔总是传统攀登，但是1986年她去欧洲后，她开始采纳许多運動攀登技术。比如她过去拒绝挂在绳索上，坚持这样做是作弊，但是她经历了攀登“破坏者”的经验后她发现这是一种有效的方式来研究困难的攀登。1980年代中攀岩社群里传统攀登和新的運動攀登雙方陣營之间有很大的争议。1986年美国登山俱乐部甚至举办了一次“大讨论”，所有的知名攀岩者——包括希尔——受邀参加讨论两种技术的优点和缺点，尤其需要在岩石上打钉装栓的運動攀登技术是最大的争议。希尔的见解是“攀岩的目的在于使得我们自己适应岩石。我们提高自己的技能来克服岩石上的障碍……我相信攀岩者应该尽量不更改岩石……我们不但有装上保险的栓的责任，我们也有把它们装在合理的地方的责任——我们应该尽量不改变岩石，来使得别人也能够获得最佳的体验。”

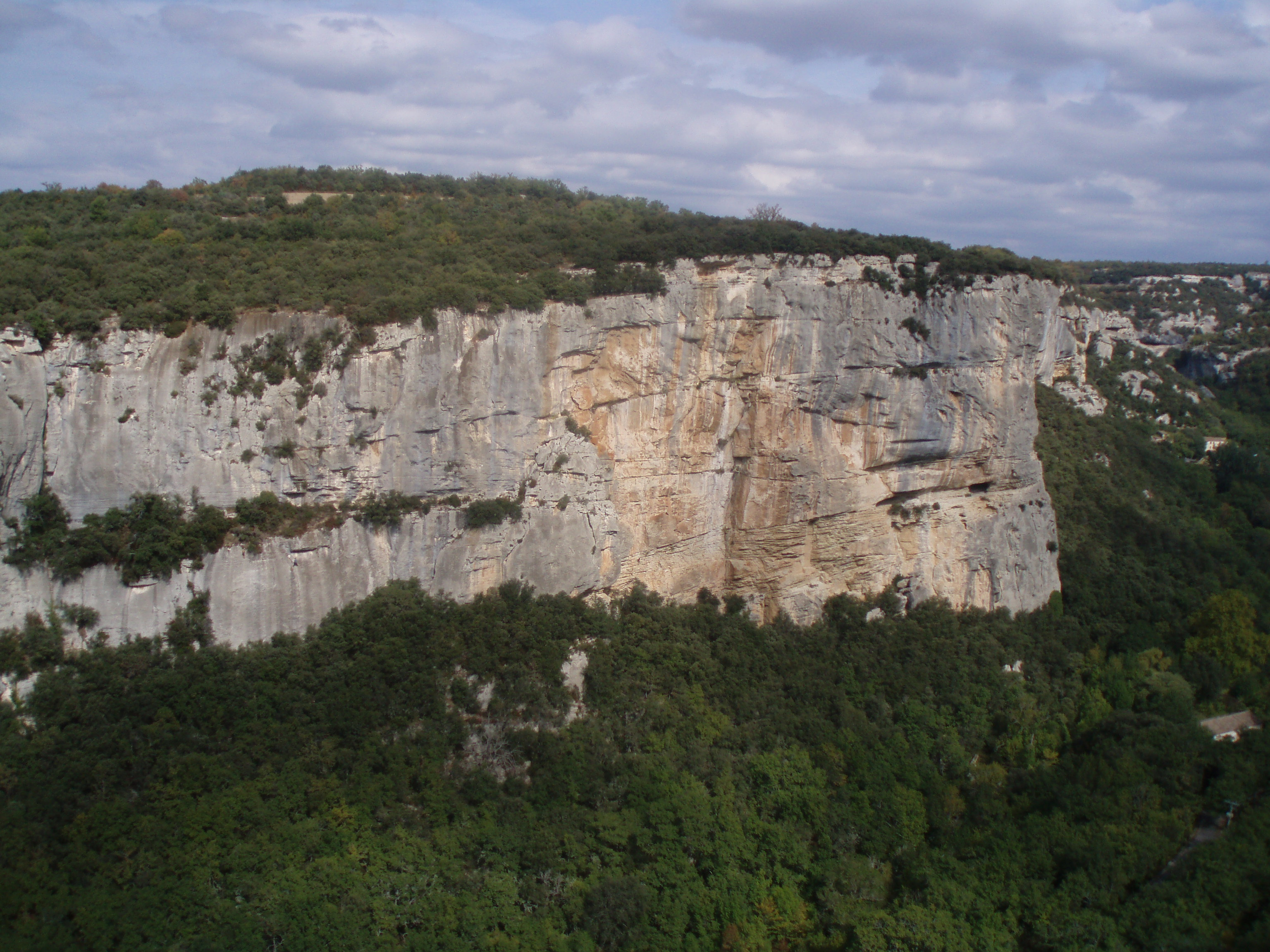
希尔在法国上普罗旺斯阿尔卑斯省比乌攀岩时坠落25米，但是六个星期后她就又回到岩壁上了

从1986年到1992年希尔是世界上顶尖的攀岩競賽运动员，获得30多次国际冠军，包括五次岩石大师冠军。与此同时最佳的女子攀岩者赶上男子攀岩者。在1990年世界杯的决赛上她是三名达到顶峰的运动员之一和唯一的女子——和唯一完成最困难的动作的运动员。约瑟夫·泰勒在他写的约塞米蒂谷攀岩者历史上写道：“在这个时刻琳·希尔很明显是世界上最好的攀岩者，不管女性还是男性。”希尔描述说着是她最满足的胜利，因为她的竞争者——伊莎贝拉·帕蒂西耶——从已经完成比赛路径的男子运动员那里获得了怎样攀登最后路径的信息。此外因为她在此前的比赛里犯了一个错误希尔在参加比赛时是从零分开始，因此她是孤注一掷（在世界杯比赛里运动员要参加一系列比赛，他们不同的攀登技术都会获得不同的评分）。“我必须集中所有的精力和力气来完成这条路径。我必须做的动作的确非常壮观，但是我完成了它们。我达到顶峰时非常兴奋……我证明了女子的能力——在那条路径上许多最好的男子坠落。”作为一名职业攀岩者希尔在这段时间里能够做她喜爱的事情来养活自己；她的收入一半来自比赛的奖金，一半来自公司企业的资助。
1990年1月希尔再次设立了一个女子第一次的标志，她第一次红点攀登了一条5.14难度的路径，位于法国埃弗诺的“临界质量”。第一次攀登这条路径的让-巴普蒂斯特·特里布向希尔挑战说女子永远不会能够攀登这条路径。经过“九天精疲力尽的努力”希尔用了比特里布少的尝试就登上了。1992年它被描述为女子完成过的最难的攀岩。
1989年5月9日希尔蒙受了她一生中唯一的一次大事故。她在法国比乌攀登时忘记系一根保险绳，她坠落25米掉在树里，她失去知觉，左肩膀脱臼，脚上骨折。她为参加世界杯艰苦锻炼，但是因为这次事故不得不停止数个月。她很失望没有能够参加攀岩的第一次世界杯比赛。但是她失事六个星期后她又开始攀岩。

### 鼻径

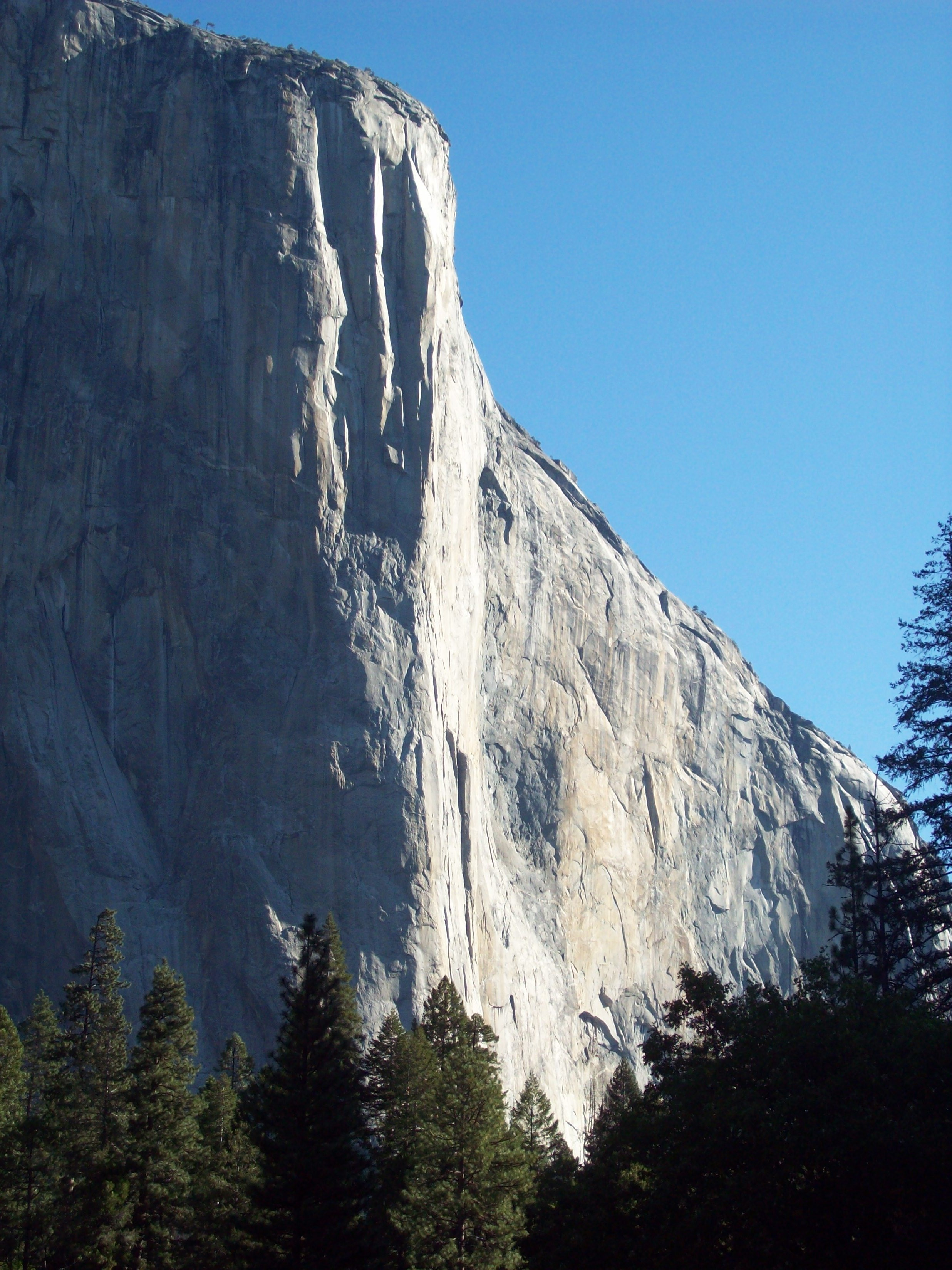
酋长巨石上的鼻径垂直高度为900米

希尔不把運動攀登看作是真正的攀岩。她总是觉得室内攀岩世界杯比赛不是她正真的归宿，因此1992年她离开比赛，恢复传统爬岩。她在采访中解释说“我不喜欢的是后来所有的精力都集中在室内攀岩和训练上。我开始的时候不想在人工墙上训练，这不是我真正想要全时做的工作。”在她的自传里她也抱怨“恶劣的体育精神、扭曲规则和比赛导致的无比自我高大。”她寻找其它挑战，最后决定自由攀登约塞米蒂谷里酋长巨石上的一条著名的路劲，鼻径。
别人问她选择鼻径的动机时希尔说：
在我比赛生涯结束的时候我觉得这个体育越来越演化向室内格式，而这个格式的确不是我开始攀岩时希望的。这个格式完全不代表攀岩的价值观，因此我觉得我退伍时要做这么一个代表性的姿态。约翰·朗说：‘嘿，琳妮，你应该上去尝试自由攀登鼻径。’对我来说这是一个完美的目标，我喜欢这次攀登是在约塞米蒂谷，因为我记得到那里去，光是看到那个峡谷，它的美丽令人心飞神怡。我无法想象出任何世界上有任何一个地方能和它比美。对我来说鼻径远远超过我自己；这不是关于我，不是关于我的自我高大，我的乐趣正是在于我想要做这件事。我觉得我可能成功，假如我能成功的话，那么这可以启发其他人来考虑它。你不必是一名男子来考虑首登‘外面有’的路径。显然有人尝试过这条路径但是他们失败了，假如许多好攀岩者来尝试但是不成功，但是一名女子来，首次成功了，这的确非常有意义。这是我私下的动机。
1989年希尔和赛蒙·纳丁第一次尝试自由攀登鼻径。希尔1989年在世界杯上遇到纳丁。虽然纳丁从来没有攀登过大墙，希尔觉得她和纳丁一起很舒适，他们两人的背景都是传统攀登，他们都想往自由攀登鼻径。因此他们相遇数小时后爵决定一起尝试。他们的尝试失败。四年后，1993年，希尔，在她的攀岩伴侣布鲁克·桑达尔帮助下，成为世界上第一名，男子和女子，自由攀登这条路径的人。希尔一开始给自由攀登鼻径的难度是5.13b。其中最难的绳段——转角——被她估计为5.13b/c。但是她在自传里写道：“估计这样的绳段的难度几乎是不可能”和“最精确的难度估价可能是称它为毕生一两次”。整个岩壁几乎是光滑的，几乎没有任何握的地方。要攀登这一段希尔必须小心翼翼地在一系列动作中保持她的脚、手、肘和腰对浅的墙角造成的压力，并完全把她的身体旋转一圈。
次年，1994年，她甚至超越了这个成就，成为第一名用了不到24小时的时间自由攀登整个路径的人。一般攀登这个路径需要四到六天（希尔在1993年用了四天），而且大多数人是器械攀登，也就是说大多数人是依靠机械协助帮助他们攀登，而不是仅仅依靠他们自己的技巧和身体。
希尔打算把这次攀登和她在拍摄的“介绍攀岩的历史和精神”的电影结合在一起。她从春天开始就开始锻炼体力，要在攀登一整天后还能够看攀一条5.13b难度的路径。她在普罗旺斯锻炼，使用弗尔东河谷的路径“明格斯”来试探自己，她没有任何坠落就看攀了这条路径，这同时也是第一次女子看攀5.13b的路径。
在她的自传里希尔解释说她“低估”了和一个电影摄影组一起在一天里攀登鼻径有多么复杂。无穷的问题浮现，比如美国的另一名制作者在最后一分钟退出，音响师和摄影师拒绝从山顶下去因为他们害怕，此外还有其它小技术问题比如电池用光。由于制作人退出希尔自己协调了许多后勤问题。她首次尝试在一天内自由攀登鼻径也遇到许多问题，比如在22个绳段后她的攀岩镁粉用光了，水也几乎用光了，此外当天天特别热。此后不久她再次尝试，9月19日下午10点她和她的攀岩伴侣斯蒂芙·萨顿开始攀登，这回没有摄影组。经过23小时她自由攀登了整条路径。约瑟夫·泰勒在他关于约塞米蒂谷攀岩者文化的更变的书里说希尔攀登鼻径显示了约塞米蒂谷的攀岩运动从它开始时1960年代反文化运动的一种表现演变为“可以消费的体验”。他说希尔表演了一场“奇观”，想拍摄这件事来“记录她一日攀登的自发性”，但是她仅仅在没有电影组的情况下成功了。
在此后10多年里，尽管许多世界上最好的大墙攀岩者来尝试，没有人能够“自由鼻径”和“在一天内自由鼻径”。逐渐地大家公认最难的那个绳段“转角”，或者第27绳段，的难度为5.14a/b。这个事实证明希尔自由鼻径是攀岩史上两个最客观的成就之一。著名攀岩者伊冯·乔伊纳德甚至称之为“在岩石上做出的最大的成果”。亚历山大·胡贝尔写道这次攀岩“超越了男子的主宰地位，并且把他们留在后面”。胡贝尔也认为希尔在完成攀登后说的“行得通，男孩们！”是有理的。一些其他攀岩者觉得这句话太挑衅了。1998年斯科特·伯克在经过261天的努力后才成为第二个自由攀登鼻径的人。2005年10月14日由托米·卡特维尔和贝丝·婼邓组成的梯队再次自由攀登鼻径。2005年10月16日卡特维尔甚至用了不到12小时的时间自由攀登鼻径。

### 周游世界

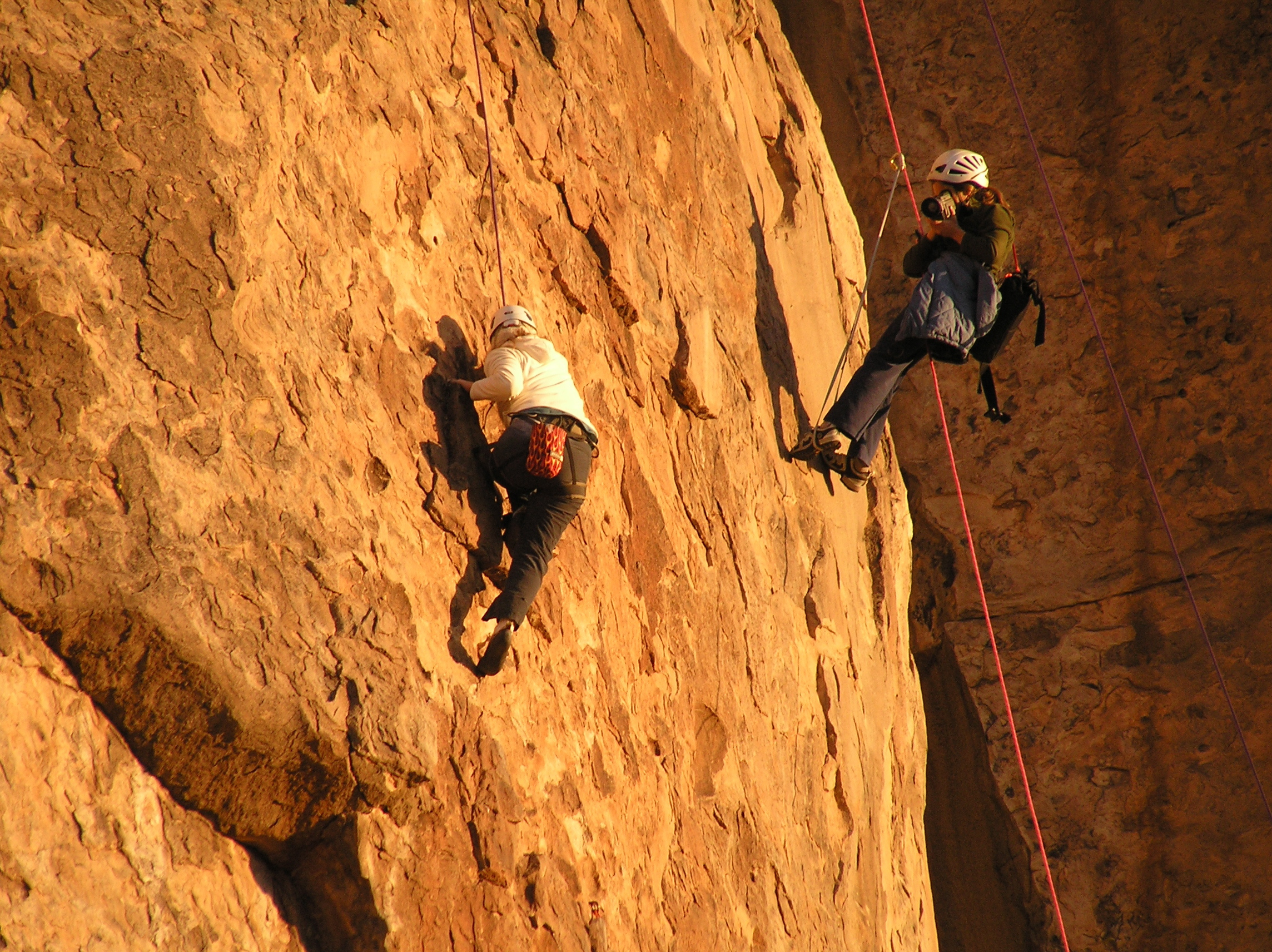
希尔在威克水槽在琳·希尔班摄影一名攀岩者

1995年希尔加入北脸攀岩队，北脸给她钱让她周游世界攀岩。她首先和阿列克谢·路维、基蒂·卡尔霍恩、杰·史密斯、康拉德·安克、格雷戈·查尔德、丹·奥斯曼和克里斯·诺布尔去吉尔吉斯斯坦。他们在与世隔绝地那里宿营一个月，连一台收音机都没有。在她的自传里希尔说“这样的隔绝使得我觉得虚弱”。希尔不适应登山，登山的许多危险如风暴和山崩使得她烦恼。另外她喜欢攀登的风格，而不仅仅是上升。在这次远征里她认识到她的自由攀岩风格和登山不一样。因此她不追求在登上更高的高峰，而是在新的地方攀岩，比如在摩洛哥、越南、泰国、苏格兰、日本、马达加斯加、澳大利亚和南美。许多这些攀岩都被拍摄下来，帮助普及攀岩运动。
2005年开始希尔开始在美国五个地方提供攀岩训练班，并打算提供更多。参加者付2000美元，参加五天的“深入探险营”，包括希尔和其他著名攀岩运动员的一对一训练。2012年希尔住在科羅拉多州波德，依然大量旅行。她在波德开了一个小企业提供攀岩训练，并为不同攀岩设备公司提供技术咨询。2013年希尔受巴塔哥尼亞公司资助。虽然希尔很容易获得资助，在一次2010年的采访中她说她“太老了”，不能获得鞋的资助了。

### 性别平等
希尔多次讲述这个故事：她14岁时在約書亞樹國家公園抱石，她成功地完成了一条路径后一个人过来评论说他很吃惊希尔能够完成一条他自己无法完成的路径。“我想，哦，为什么你自动预想你能完成它？仅仅因为我是一个小个子的女孩子我就不能完成它？这个经历给我印象深刻。我认识到别人对于我能够做什么，不能做什么的想法和我自己不一样。我想所有人应该做他们能够做或者想做的事情，不管他们是男子还是女子，不管他们的性别。”
希尔长时间认为攀岩运动应该男女平等。她认为男子和女子应该攀同样的路径：“我觉得他们应该让女子和男子在同一路径上比赛，假如女子不能攀的话，那么她们不应该参加比赛。”比如她认为在世界杯比赛上男女应该攀同一路径。但是后来希尔改变了她的观点，她说虽然她能够和继续和男子一起竞争“观众想看到运动员达到顶点。但是因为大多数女子不能达到顶尖的男子的水平，我们必须给女子设计稍微容易些的路径。”希尔对女子“是否能够与男子打平或者甚至超越男子”这个问题给出了一个详细的回答，她强调身体结构、个子和心理，解释攀岩偏爱高的力气对体重的比率、低體脂肪率和高个子，说男子比女子往往更有这些特征，但是女子的“长处在于她们的体重比较低，拥有极强的耐久力”。她解释说“理论上像我这样小个子的人能够成为世界上最好的攀岩运动员说明个子不重要……攀岩更重要的是心理，不是体力。”
希尔在她的整个攀岩生涯里始终面临歧视。在《攀岩》杂志的采访里她指出尽管她攀岩的能力和成功她依然面临性别歧视。她指出男攀岩者的性別歧視性的评论，比如认为有些特别的路径女子不可能成功。还有“不管你的能力怎样女子攀岩的重要性和声望低。”她还强调美国文化鼓励妇女采纳被动的姿态，不鼓励妇女有肌肉，这使得她们在攀岩方面难以杰出。她抱怨这个趋势和感谢她自己家庭和朋友允许她成为一个“假小子”。希尔解释说她参加比赛的时候不是和男子或者女子竞争，而是和别人期待一个女子能够达到什么样的成就的成见竞争。
许多妇女说希尔是带动她们参加攀岩的人。1980年代里许多妇女参加这个体育运动，部分因为在这个运动里更多妇女可见，部分因为美国教育法修正案第九条要求男孩和女孩在公费学校里被平等对待学校才能获得资助。在回答她对自己作为女子攀岩运动员偶像的看法时希尔说她觉得自己“有责任像别人传达能够感动她们的信息，能够启发她们、给予她们激情。”约翰·朗说希尔“是一个人所众知的神童……20年前没有一个女子能够稍微够得上最好的男子，所以当琳开始超越我们的时候——而且她令人懊恼地经常地超越我们——人们开始做各种愚蠢的解释。一些老顽固否认一个女子，而且一个只有五尺长的女子，能够这么好。在約書亞他们说琳那么好是因为当地花岗岩的阻力特别高，特别适应她低重心。在约塞米蒂她的成功是因为她的侏儒手，能够极好地抓住非常纤细的裂缝。在石灰岩上她能够在凹坑里探入三根手指，而我们只能伸进两根。在西南的沙漠里她有郊狼做盟友——或者也许是变形人。即使她在世界杯上获得了一大堆冠军后攀岩社群依然过了好一段时间才承认她是独一无二的，一直到她自由攀登了鼻径后她的地位才真正地，永远地被固定了。”

## 媒体

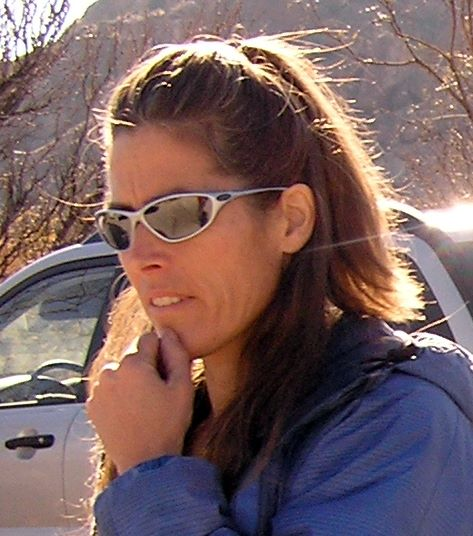
2006年希尔

希尔参加过多部电视节目，比如《适者生存》，从1980年到1984年她连赢四年。在爬绳和越野赛跑两项中她击败奥林匹克运动员。攀岩名将和希尔自己的偶像贝芙莉·约翰逊是第一个要希尔参加的人。在竞赛的第一年男子的奖金是1.5万美元，女子只有五千美元。希尔很生气，要求男女平等。因为女子只参加四项比赛而男子要参加六项比赛她要求女子的奖金至少应该是一万美元。她建议其她女子竞争者决绝参加竞赛并和节目制作人谈判在次年把奖金升高，这样她才会再次参加。在她的自传里她说她传说全国广播公司终止了女子的竞赛因为他们无法找到能够赢过她的人。她“越来越认识到像我这样追求攀岩和耐力的极限的妇女很少。我的激情把我逐渐引入了一个男人的世界。”1980年代初希尔还参加了《吉尼斯游戏》、《不可思议》和《瑞普利的信不信》。希尔说在《不可思议》里她在6000英尺上空爬到一只热气球的上方“可能是我做过的最臭名昭著的惊险”。尽管参加这些电视节目希尔认为她出名是因为巴塔哥尼亞公司在1982年印了一张她攀岩的海报。
1999年希尔在IMAX关于冒险体育的电影《极限》里登场。在电影发行一年前的五月希尔在犹他州印第安溪攀岩地区参加拍摄。她还在关于加利佛尼亚州约塞米蒂谷攀岩运动的纪录片《垂直前线》里出场。
2002年希尔和登山运动员和作家格雷戈·查尔德合作写了一本自传《自由攀岩：我在垂直世界里的生活》，书在W·W·诺顿出版社出版。希尔这样描写成书的过程：“他阅读我写的段落，组织它们，他鼓励我仔细地写一些内容。他强调讲故事是最重要的，因此他真正地帮助我思考我想说什么，想好我的读者是什么人。”在一次采访中希尔说写过去比较容易因为她有时间思考回想过去的事情。她想“转达自由攀岩的历史和文化”，尤其是这个运动这么会演化为它今天的形式的。她觉得她可以提供特殊的观点，作为在一个攀岩历史的特殊时期里攀岩的人和作为一名女子：“我不知道一名男作家是否会表达不同的信息。我觉得这本书因此重要，因为我是一名女子，我们很少看到妇女对攀岩的观点，或者攀岩的历史。”从1970年代到1990年代描写攀岩的主要是男子。美国攀岩运动员和作家瑞彻尔·德·希尔瓦解释说，在1980年代里虽然40%的攀岩者是女性，但是在美国的六本大攀岩杂志里每年描写女子的文章少于12篇。一直到1990年才有第一本女子中心的攀岩书籍出版。

## 个人生活
希尔第一次去纽约时在雄格姆山遇到攀岩者拉斯·拉法。1984年拉法成为希尔的“随时伴侣”。1988年10月22日两人结婚。但是他们的关系于1991年3月结束，一部分因为希尔想要孩子，一部分因为他们两人很少相见。与此同时希尔迁往法国格朗布瓦追求她的攀岩生涯；她在那里定居因为呂貝宏地区的世界一流攀岩区域，此外她的许多朋友住在那里。住在欧洲的期间希尔学会了流利的法语和意大利语。
2004年希尔在摩押攀岩时遇到她的伴侣。她42岁时生了一个儿子。她经常说有孩子使得她攀岩的时间少了，但是她对攀岩的热爱没有少。“目前我觉得世界上的一切不必是关于我或者我的体验。我可以开始接受一个新的角色了：面临一名母亲的新挑战和冒险。适应必须的牺牲是一个好的学习体验。”

## 奖励
1984年美国登山俱乐部安德西尔奖

## 引用
- Hill, Lynn; Child, Greg. . New York: W. W. Norton & Co. 2002. ISBN 978-0-393-04981-7.
- Taylor III, Joseph E. . Cambridge, MA: Harvard University Press. 2010. ISBN 978-0-674-05287-1.